# 9651 Arii-SooHoo
9651 Arii-SooHoo è un asteroide della fascia principale. Scoperto nel 1996, presenta un'orbita caratterizzata da un semiasse maggiore pari a 2,4505050 UA e da un'eccentricità di 0,1939467, inclinata di 1,76833° rispetto all'eclittica.